# Хонтхайм
Хонтхайм (нем. Hontheim) — община в Германии, в земле Рейнланд-Пфальц. х
Входит в состав района Бернкастель-Витлих. Подчиняется управлению Крёф-Баузендорф.  Население составляет 819 человек (на 31 декабря 2010 года). Занимает площадь 24,77 км².